# Partners (Willie Nelson)
Partners è il trentatreesimo album in studio del cantante di musica country statunitense Willie Nelson, pubblicato nel 1986.

## Tracce
1. Partners After All (Bobby Emmons, Chips Moman)
2. When I Dream (Sandy Mason Therot)
3. Hello Love, Goodbye (Johnny Rodriguez)
4. Heart of Gold (Neil Young)
5. Kathleen (Willie Nelson)
6. Something (George Harrison)
7. So Much Like My Dad (Emmons, Moman)
8. My Own Peculiar Way (Nelson)
9. Remember Me (When the Candle Lights are Gleaming) (Scott Wiseman)
10. Home Away from Home (Emmons)